# Canton de Lezay
Le canton de Lezay est une ancienne division administrative française située dans le département des Deux-Sèvres et la région Poitou-Charentes.

## Géographie
Ce canton était organisé autour de Lezay dans l'arrondissement de Niort. Son altitude varie de 99 m (Chenay) à 194 m (Sepvret) pour une altitude moyenne de 136 m.

## Représentation

### Conseillers généraux de 1833 à 2015
| Période | Période          | Identité                              | Étiquette            | Qualité |
| ------- | ---------------- | ------------------------------------- | -------------------- | --- |
| 1833    | 1835 (démission) | Louis Alexis Bonnet (1786-1844)       |                      | Avocat à Poitiers Nommé conseiller de préfecture                                                                   |
| 1835    | 1840             | Jean Charles Alexis Sauvé Maisonneuve |                      | Notaire Maire de Lezay                                                                                             |
| 1840    | 1844 (décès)     | Louis Alexis Bonnet                   |                      | Conseiller de préfecture à Poitiers                                                                                |
| 1844    | 1895             | Pierre Proust (1814-1898)             | Droite               | Notaire, maire de Lezay (1842-1878 et 1882-1892)                                                                   |
| 1895    | 1916 (décès)     | Charles Boursier                      | Républicain (Droite) | Notaire, maire de Lezay                                                                                            |
| 1916    | 1919             | siège vacant                          |                      | |
| 1919    | 1937             | Pierre Agénor Minault                 | Rad.                 | Propriétaire cultivateur Maire de Rom, conseiller d'arrondissement                                                 |
| 1937    | 1940             | Honoré Canon (1875-1955)              | Rad.                 | Libraire Conseiller municipal de Lezay, conseiller d'arrondissement Nommé conseiller départemental en 1943         |
|         |                  |                                       |                      | |
| 1945    | 1955             | Eugène Lagorre                        | Rad.                 | Cultivateur Maire de Rom (1937-1961)                                                                               |
| 1955    | 1961             | Émile Durivault                       | RS puis Rad.         | Maire de Sepvret                                                                                                   |
| 1961    | 1973             | Jules Allonneau                       | SFIO puis PS         | Industriel (fabricant d'huiles) Maire de Lezay (1947-1965)                                                         |
| 1973    | 1979             | Rémi Mornet                           | DVG                  | Docteur vétérinaire Maire de Lezay (1971-1977)                                                                     |
| 1979    | 2004 (décès)     | Jean-Pierre Marché                    | PS puis DVG          | Chef d'entreprise Député (1992-1993 et 1997-2002) Maire de Lezay Président de la communauté de communes du Lezayen |
| 2004    | 2015             | Jean-Claude Mazin                     | PS                   | Professeur retraité à Sepvret Élu en 2015 dans le canton de Celles-sur-Belle                                       |

### Conseillers d'arrondissement (de 1833 à 1940)
Le canton de Lezay avait deux conseillers d'arrondissement jusqu'en 1926.
Il appartenait à l l'arrondissement de Melle jusqu'à sa disparition en 1926.
| Période                                  | Période      | Identité                        | Étiquette   | Qualité |
| ---------------------------------------- | ------------ | ------------------------------- | ----------- | --- |
| 1833                                     | 1848         | M. Fontanneau de La Roche-Elies |             | Propriétaire à Messé                                                                                        |
| 1833                                     | 1842 (décès) | Léon Desaivre (1781-1842)       |             | Propriétaire, ancien maire de Sainte-Soline                                                                 |
| 1842                                     | 1848         | Auguste Moreau (1796-1874)      |             | Notaire, maire de Rom                                                                                       |
|                                          |              |                                 |             | |
| 1871                                     |              | Pierre Lévrier (1815-1900)      | Républicain | Vétérinaire, maire de Breloux                                                                               |
|                                          |              |                                 |             | |
| av.1885                                  |              | Louis Paradot                   | Républicain | Maire de Lezay                                                                                              |
|                                          |              |                                 |             | |
|                                          | 1902 (décès) | François Bougouin (1824-1902)   |             | Agent d'affaires, maire de Lezay                                                                            |
|                                          |              |                                 |             | |
| 1904                                     | 1940         | Daniel-Alexandre Poireau        | Républicain | Vétérinaire, maire de Lezay                                                                                 |
| 1904                                     | 1919         | Pierre-Agénor Minault           | Républicain | Vétérinaire, maire de Rom                                                                                   |
| 1919                                     | 1928         | Théodore Frappier               |             | |
|                                          |              |                                 |             | |
| 1931                                     | 1937         | Honoré Canon                    | Rad.        | Libraire Conseiller municipal de Lezay                                                                      |
| 1937                                     | 1940         | Léonce Taverneau (1903-1976)    | Rad.        | Cultivateur à Sepvret                                                                                       |
| 1940                                     |              |                                 |             | Les conseils d'arrondissement ont été suspendus par la loi du 12 octobre 1940 et n'ont jamais été réactivés |
| Les données manquantes sont à compléter. |              |                                 |             | |

## Composition
Le canton de Lezay groupait 10 communes et compte 5 812 habitants (population municipale) au 1er janvier 2009.
| Communes      | Population (2012) | Code postal | Code Insee |
| ------------- | ----------------- | ----------- | ---------- |
| Chenay        | 478               | 79120       | 79084      |
| Chey          | 621               | 79120       | 79087      |
| Lezay         | 2 056             | 79120       | 79148      |
| Messé         | 174               | 79120       | 79177      |
| Rom           | 805               | 79120       | 79230      |
| Saint-Coutant | 264               | 79120       | 79243      |
| Sainte-Soline | 367               | 79120       | 79297      |
| Sepvret       | 577               | 79120       | 79313      |
| Vançais       | 265               | 79120       | 79336      |
| Vanzay        | 205               | 79120       | 79338      |

## Démographie
| 1962  | 1968  | 1975  | 1982  | 1990  | 1999  | 2006  | 2009  | - |
| ----- | ----- | ----- | ----- | ----- | ----- | ----- | ----- | - |
| 7 881 | 7 345 | 6 594 | 6 252 | 6 071 | 5 720 | 5 746 | 5 812 | - |

Après plusieurs années de déclin, la population du canton se stabilise entre 1999 et 2006 (+26 hab.).